# Гейде, Иоганн Эрих
Иоганн Эрих Гейде (нем. Johannes Erich Heyde; 22 мая
1892, Бокельвиц — 4 июня 1979, Берлин) — немецкий философ и психолог.

## Биография
До 1915 года обучался в Грайфсвальдском университете.
Участник первой мировой войны (1915—1916).
С 1928 года занимал должность профессора философии и педагогической психологии в Педагогическом институте Ростока, вëл курс подготовки учителей начального образования.
В 1933 году был среди профессоров немецких университетов и училищ, выступивших в поддержку Адольфа Гитлера и нацистского государства.
С 1935 до 1942 года работал в Институте развития педагогического образования.
В 1945 году читал курс лекций в университете Ростока, где в 1946 году получил должность профессора педагогического факультета. Позже — директор института и декан факультета.
После эмиграции в Западную Германию, с 1950 — профессор в Западном Берлине. Преподавал до выхода на пенсию в 1960 году в Берлинском техническом университете.

## Научная деятельность
Ученик Йоханнеса Ремке, философию которого он развивал дальше. Исследовал методы обучения чтению.
Наряду с различными работами о Ремке и его узловой науке об основе всех вещей (Онтологии) написал ряд философских трудов.

## Избранные труды
- Основы научной философии / Grundwissenschaftliche Philosophie (1924);
- Значение. Философская основа / Wert. Eine philosophische Grundlegung (1926);
- Искусство научной работы / Technik des wissenschaftlichen Arbeitens (1930);
- Типы / Der Typus (1940);
- Девальвация причинности? За и против позитивизма /Entwertung der Kausalität? Für und wider den Positivismus (1957);
- Пути для ясности. Очерки / Wege zur Klarheit. Aufsätze (1960) и др.